# しおたにまみこ
しおたに まみこ（1987年 - ）は、日本出身の絵本作家である。

## 略歴
出生地は千葉県で、埼玉県で育つ。3人姉妹の末っ子。女子美術大学工芸学科陶コース卒業。背景美術制作会社勤務を経て、絵本作家として独立する。
2018年、「そらからきたこいし」で第11回MOE絵本屋さん大賞新人賞第2位受賞。2021年、「たまごのはなし」でブラチスラバ世界絵本原画展金牌受賞、第27回日本絵本賞大賞受賞。

## 作風
木炭鉛筆を用いた、モノトーンで繊細な画風が特徴である。
日本絵本賞の選考委員長である松本猛は受賞作品の「たまごのはなし」について、「現代人の心の陰影をアイロニーとユーモアを織り交ぜながら静かに語る。セピアを基調に鉛筆の繊細な絵を印刷した画面は映像詩のように美しい。絵本表現に新しい可能性を開いた。」と評している。

## 作品
- そらからきたこいし 偕成社 2018.9
- やねうらべやのおばけ 偕成社 2020.5
- たまごのはなし ブロンズ新社 2021.2
- さかなくん 偕成社 2022.5